# Transversal

En bild som visar tre linjer, två parallella linjer och den tredje linjen och transversalen.

Inom geometri, är en transversal är en linje som skär två eller flera andra linjer. Ordet härstammar från ett latinskt ord som betyder ungefär "gå på tvären".
En parallelltransversal är en linje som skär två av sidorna i en månghörning, till exempel en triangel och är då parallell med en av triangelns sidor.